# Selecció de futbol del Kazakhstan
La Selecció de futbol del Kazakhstan (kazakh: Қазақстан Ұлттық футбол құрамасы, Qazaqstan Ūlttyq Futbol qūramasy) és l'equip de futbol representatiu del país en les competicions oficials. És governada per la Federació de Futbol del Kazakhstan, i pertany a la regió UEFA.

## Història

### Membre de l'AFC (1992–2002)
Kazakhstan va declarar la independència de la Unió Soviètica el 16 de desembre de 1991. La seva selecció nacional, aleshores, es separà de la selecció de futbol de la Unió Soviètica (membre de la UEFA) i ingressà a l'AFC.
L'equip va jugar el seu primer partit contra una altra antiga selecció ex soviètica, Turkmenistan, l'1 de juny de 1992, com a part d'un torneig de l'Àsia central. Kazakhstan va guanyar 1-0. El torneig també va veure els debuts futbolístics d'Uzbekistan, Kirguizistan i Tadjikistan. Després de vèncer a Líbia en un amistós a Corea del Nord el 3 de juliol, Kazakhstan va jugar la resta dels seus partits de l'Àsia central i va evitar la derrota en tots. Van vèncer l'Uzbekistan per 1-0 a casa el 16 de juliol, després van empatar 1-1 a casa a Turkmenistan el 14 de setembre, al Kirguizistan el 26 de setembre i l'Uzbekistan el 14 d'octubre. L'últim partit va ser una victòria a casa per 2-0 contra Kirguizistan el 25 d'octubre.
Kazakhstan va entrar a la classificació per primera vegada en l'intent d'arribar a la Copa del Món de la FIFA de 1998. A la primera ronda jugà al grup 9 al costat del Pakistan i l'Iraq. El primer partit de classificació del Kazakhstan es va guanyar per 3-0 a casa a Almati l'11 de maig de 1997, contra el Pakistan. El 6 de juny van viatjar a Bagdad per enfrontar-se a l'Iraq i van guanyar 2-1, després cinc dies després van guanyar un partit fora de casa contra el Pakistan, 7-0 a Lahore. El resultat segueix sent la victòria internacional més gran de Kazakhstan. Van mantenir el 100% de victòries de la Copa del Món en vèncer l'Iraq a casa per 3-1 el 29 de juny.
A la segona i última ronda de classificació, Kazakhstan va quedar últim del grup. La seva única victòria va ser el 18 d'octubre de 1997, quan van vèncer els Emirats Àrabs Units per 3-0 a casa. Kazakhstan va empatar els altres tres partits a casa (contra Uzbekistan, Japó i Corea del Sud).
A la primera ronda de la classificació asiàtica pel Mundial de 2002, Kazakhstan es va situar al grup 6 al costat de l'Iraq, el Nepal i Macau. Tots els partits del grup s'havien de celebrar a Almati, Kazakhstan, després que Nepal no va poder organitzar partits a Katmandú el març de 2001. Després d'una protesta iraquiana, els tres primers partits de cada equip es van traslladar a Bagdad, Iraq. El Kazakhstan va començar bé a Bagdad en vèncer el Nepal per 6-0 amb dos gols d'Oleg Litvinenko el 12 d'abril, i Macau per 3-0 dos dies després. El 16 d'abril van mantenir l'Iraq amb un empat 1-1 davant 50.000 espectadors.
A l'estadi central d'Almati, Kazakhstan va vèncer el Nepal per 3-0 el 21 d'abril. Dos dies després van vèncer Macau per 5-0. L'últim partit del 25 d'abril va veure un empat 1-1 contra l'Iraq davant de 25.000 espectadors. Tot i estar igualat a punts, l'Iraq va avançar de ronda per la diferència de gols principalment a causa de la victòria per 9-1 sobre Nepal.

### Membre de la UEFA (2002–present)
En ser un país transcontinental, Kazakhstan es va incorporar a la UEFA l'any 2002. Kazakhstan no va poder entrar a la classificació per a la UEFA Euro 2004.
A la classificació per a la Copa del Món de la FIFA 2006, ara com a membre de la UEFA, ocupà el grup 2 al costat de Turquia, Dinamarca, els futurs guanyadors de l'Eurocopa 2004, Grècia, Ucraïna i Geòrgia. i Albània. El seu primer partit oficial de la UEFA va ser el 8 de setembre de 2004 i va acabar amb una derrota a casa per 2-1 contra Ucraïna. El seu únic punt de la classificació va arribar al següent partit, el 8 d'octubre de 2005, en un empat 0-0 fora de casa contra Geòrgia jugat a porta tancada, abans de perdre l'últim partit a casa contra Dinamarca.
Per a la classificació per a la UEFA Euro 2008, Kazakhstan es va situar de nou a l'últim pot del sorteig. La seva campanya va començar amb dos empats fora de casa contra Bèlgica (0–0) i Azerbaidjan (1–1). Van perdre els tres partits següents abans d'aconseguir la seva primera victòria oficial com a membres de la UEFA en un triomf a casa per 2-1 contra Sèrbia amb gols de Kairat Ashirbekov i Nurbol Zhumaskaliyev. Després d'una derrota a casa contra Armènia, Kazakhstan va aconseguir el sisè i el setè punt després d'empatar de nou amb Azerbaidjan (1–1) i Bèlgica (2–2), tots dos a casa. Les derrotes contra Polònia i Portugal van anar seguida de la seva segona victòria, aquesta vegada fora de casa, amb Sergei Ostapenko marcant el gol de la victòria contra Armènia. El seu darrer partit va acabar amb derrota. Al final, Kazakhstan va acabar amb 10 punts i en el 6è dels 8 equips del Grup A.
Fins a l'any 2024, el país mai ha aconseguit classificar-se per una fase final d'una Copa del Món o d'una Eurocopa.

## Entrenadors
Magomed Adiyev fou nomenat entrenador del Kazakhstan el 6 de maig de 2022.
A 17 de novembre de 2023
| Entrenador               | Nac.            | Període   | PJ | PG | PE | PP |
| ------------------------ | --------------- | --------- | -- | -- | -- | -- |
| Bakhtiyar Baiseitov      | Kazakhstan      | 1992      | 7  | 4  | 3  | 0  |
| Bauyrzhan Baimukhammedov | Kazakhstan      | 1994      | 4  | 1  | 2  | 1  |
| Serik Berdalin           | Kazakhstan      | 1995–1997 | 20 | 6  | 4  | 10 |
| Sergei Gorokhovadatskiy  | Kazakhstan      | 1998      | 5  | 2  | 1  | 2  |
| Vait Talgayev            | Kazakhstan      | 2000      | 9  | 5  | 0  | 4  |
| Vladimir Fomichyov)      | Kazakhstan      | 2000      | 1  | 0  | 0  | 1  |
| Vakhid Masudov           | Kazakhstan      | 2001–2002 | 9  | 4  | 4  | 1  |
| Leonid Pakhomov          | Rússia          | 2003–2004 | 9  | 0  | 2  | 7  |
| Sergey Timofeev          | Kazakhstan      | 2004–2005 | 13 | 0  | 1  | 12 |
| Arno Pijpers             | Països Baixos   | 2006–2008 | 36 | 7  | 11 | 18 |
| Bernd Storck             | Alemanya        | 2008–2010 | 9  | 2  | 0  | 7  |
| Miroslav Beránek         | República Txeca | 2011–2013 | 24 | 5  | 6  | 13 |
| Yuri Krasnozhan          | Rússia          | 2014–2015 | 11 | 2  | 4  | 5  |
| Talgat Baysufinov        | Kazakhstan      | 2016–2017 | 8  | 2  | 3  | 3  |
| Aleksandr Borodyuk       | Rússia          | 2017–2018 | 7  | 0  | 1  | 6  |
| Stanimir Stoilov         | Bulgària        | 2018      | 9  | 3  | 3  | 3  |
| Michal Bílek             | República Txeca | 2019–2020 | 18 | 5  | 3  | 10 |
| Talgat Baysufinov        | Kazakhstan      | 2020–2022 | 10 | 1  | 3  | 6  |
| Andrei Karpovich         | Kazakhstan      | 2022      | 2  | 1  | 0  | 1  |
| Magomed Adiyev           | Rússia          | 2022–     | 17 | 10 | 1  | 6  |

## Jugadors

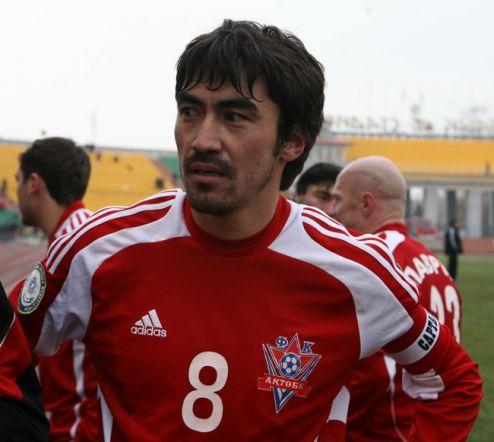
Samat Smakov és el jugador del Kazakhstan amb més partits.

A 20 de novembre de 2023

### Més participacions
| Posició | Jugador              | Partits | Gols | Període      |
| ------- | -------------------- | ------- | ---- | ------------ |
| 1       | Samat Smakov         | 76      | 2    | 2000–2017    |
| 2       | Ruslan Baltiev       | 73      | 13   | 1997–2009    |
| 3       | Serhiy Malyi         | 67      | 1    | 2014–present |
| 4       | Islambek Kuat        | 61      | 6    | 2015–present |
| 5       | Nurbol Zhumaskaliyev | 58      | 7    | 2001–2014    |
| 5       | Yuriy Logvinenko     | 58      | 5    | 2008–2022    |
| 7       | Andrei Karpovich     | 55      | 3    | 2001–2014    |
| 8       | Sergey Khizhnichenko | 52      | 8    | 2009–2020    |
| 9       | Bauyrzhan Islamkhan  | 50      | 3    | 2012–present |
| 9       | Askhat Tagybergen    | 50      | 2    | 2014–present |

### Més gols

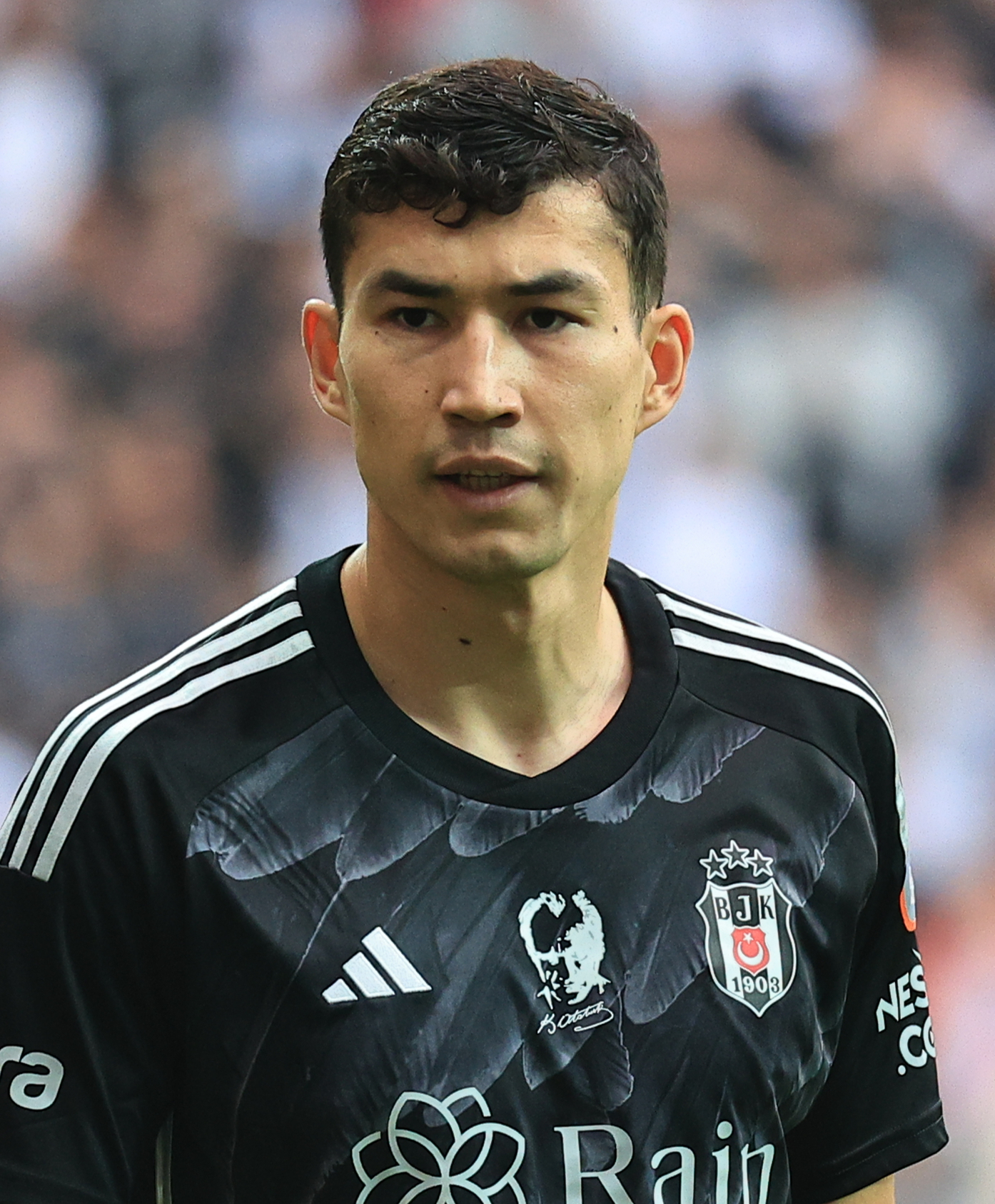
Baktiyar Zaynutdinov és el jugador del Kazakhstan amb més gols.

| Posició | Jugador              | Gols | Partits | Ratio | Període      |
| ------- | -------------------- | ---- | ------- | ----- | ------------ |
| 1       | Baktiyar Zaynutdinov | 14   | 34      | 0.41  | 2018–present |
| 2       | Ruslan Baltiev       | 13   | 73      | 0.18  | 1997–2009    |
| 3       | Viktor Zubarev       | 12   | 18      | 0.67  | 1997–2002    |
| 4       | Abat Aymbetov        | 9    | 35      | 0.26  | 2019–present |
| 5       | Dmitriy Byakov       | 8    | 33      | 0.24  | 2000–2008    |
| 5       | Sergey Khizhnichenko | 8    | 52      | 0.15  | 2009–2020    |
| 7       | Nurbol Zhumaskaliyev | 7    | 58      | 0.12  | 2001–2014    |
| 8       | Igor Avdeyev         | 6    | 27      | 0.22  | 1996–2005    |
| 8       | Oleg Litvinenko      | 6    | 28      | 0.21  | 1996–2006    |
| 8       | Sergei Ostapenko     | 6    | 42      | 0.14  | 2007–2014    |
| 8       | Islambek Kuat        | 6    | 61      | 0.1   | 2015–present |